# Jaropolk I.

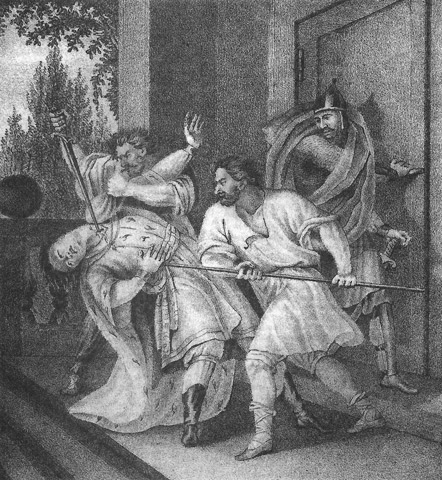
Ermordung Jaropolks, Darstellung aus dem 18. Jahrhundert

Jaropolk I. Swjatoslawitsch (altostslawisch: Ѩропо́лкъ Свѧтосла́вичь Jaropolkŭ Svętoslavičǐ, russisch/ukrainisch: Ярополк Святославич; * um 952; † 980) war von 972 bis 980 Fürst der Kiewer Rus.
Er war der Sohn Swjatoslaws I., von dem er die Herrschaft über Kiew übernahm, als dieser zu seinem zweiten Feldzug gegen Bulgarien aufbrach. Sein Bruder Oleg erhielt das erst kurz zuvor eroberte Land der Drewljanen und der Bruder Wladimir Nowgorod. Nach dem Tod des Vaters Swjatoslaw im Jahre 972 kam es zu Kämpfen zwischen Jaropolk und Oleg, in deren Verlauf letzterer getötet wurde. Wladimir floh daraufhin nach Skandinavien und Jaropolk erlangte somit die Alleinherrschaft über die Rus.
Drei Jahre nach seiner Flucht kehrte Wladimir jedoch mit warägischen Kriegern aus Skandinavien zurück und rückte mit seinen Truppen gegen Jaropolk vor. Jaropolk flüchtete zunächst aus Kiew und wurde später, als er in Verhandlungen mit Wladimir treten wollte, von dessen Kriegern getötet.
Während seiner Regierungszeit bahnte Jaropolk vermutlich Kontakte zum römisch-deutschen Kaiser Otto II. an. Nach der umstrittenen Joachimschronik versuchte Jaropolk möglicherweise, die unter seiner Großmutter Olga begonnene und zwischenzeitlich wieder zurückgedrängte Christianisierung erneut aufzunehmen.